# Llista de monuments de Riudarenes
Llista de monuments de Riudarenes inclosos en l'Inventari del Patrimoni Arquitectònic Català per al municipi de Riudarenes (Selva). Inclou els inscrits en el Registre de Béns Culturals d'Interès Nacional (BCIN) amb la classificació de monument històric, els Béns Culturals d'Interès Local (BCIL) de caràcter immoble i la resta de béns arquitectònics integrants del patrimoni cultural català.
| Monument                                                                            | Protecció    | Estil/època                             | Localització                                                    | Coordenades                                            | Codi?         | Imatge |
| ----------------------------------------------------------------------------------- | ------------ | --------------------------------------- | --------------------------------------------------------------- | ------------------------------------------------------ | ------------- | --- |
| Castell i santuari de la Mare de Déu d'Argimon                                      | BCIN 1370-MH | Romànic, neoclassicisme XI, XVIII, XX   | Riudarenes Sant Pere Cercada                                    | 41° 49′ 50″ N, 2° 38′ 09″ E / 41.830585°N,2.635885°E   | RI-51-0006052 | Castell d'Argimon (Riudarenes) · Vegeu més fotos d'aquest monument · Carregueu una nova foto d'aquest monument                     |
| Torre de l'Esparra, o Força de la Roqueta, Torre dels Mussols, Torre de les Bruixes | BCIN 1371-MH | Romànic XIII                            | Riudarenes L'Esparra                                            | 41° 49′ 42″ N, 2° 39′ 37″ E / 41.828214°N,2.660201°E   | RI-51-0006053 | Torre de l'Esparra (Riudarenes) · Vegeu més fotos d'aquest monument · Carregueu una nova foto d'aquest monument                    |
| Can Ferragut                                                                        |              | Obra popular XIV, XX                    | Riudarenes Veïnat de Sta. Coloma                                | 41° 50′ 44″ N, 2° 41′ 36″ E / 41.84555°N,2.69324°E     | IPA-23926     | Carregueu una nova foto d'aquest monument                                                                                          |
| Can Fané                                                                            |              | Obra popular XVIII                      | Riudarenes C. Camí Reial, les Mallorquines                      | 41° 49′ 04″ N, 2° 43′ 56″ E / 41.81769°N,2.73213°E     | IPA-23928     | Can Fané (Riudarenes) · Vegeu més fotos d'aquest monument · Carregueu una nova foto d'aquest monument                              |
| Can Barretó Vell                                                                    |              | Obra popular XVII                       | Riudarenes Les Mallorquines                                     | 41° 48′ 50″ N, 2° 43′ 40″ E / 41.81402°N,2.72791°E     | IPA-23929     | Can Barretó Vell (Riudarenes) · Vegeu més fotos d'aquest monument · Carregueu una nova foto d'aquest monument                      |
| Can Barretó Nou, o Ca l'Isidro                                                      |              | Obra popular XIX                        | Riudarenes Les Mallorquines                                     | 41° 48′ 53″ N, 2° 43′ 48″ E / 41.81463°N,2.73006°E     | IPA-23942     | Can Barretó Nou (Riudarenes) · Vegeu més fotos d'aquest monument · Carregueu una nova foto d'aquest monument                       |
| Església parroquial de Sant Martí de Riudarenes                                     | BCIL 2009    | Barroc, neoclassicisme XVII-XVIII       | Riudarenes Pl. de l'Església, 1                                 | 41° 49′ 14″ N, 2° 43′ 04″ E / 41.82064°N,2.71774°E     | IPA-26972     | Església parroquial de Sant Martí de Riudarenes · Vegeu més fotos d'aquest monument · Carregueu una nova foto d'aquest monument    |
| Cal Jornaler, o Cal Pep                                                             |              | Obra popular XVIII                      | Riudarenes C. de l'Esparra                                      | 41° 49′ 34″ N, 2° 39′ 30″ E / 41.82618°N,2.65828°E     | IPA-26973     | Carregueu una nova foto d'aquest monument                                                                                          |
| Cal Vicari                                                                          |              | Obra popular XVIII                      | Riudarenes L'Esparra                                            | 41° 49′ 48″ N, 2° 40′ 14″ E / 41.82988°N,2.67066°E     | IPA-26974     | Carregueu una nova foto d'aquest monument                                                                                          |
| Can Torrelles                                                                       |              | Obra popular XVII                       | Riudarenes La Riera                                             | 41° 49′ 45″ N, 2° 41′ 35″ E / 41.82921°N,2.69296°E     | IPA-26976     | Carregueu una nova foto d'aquest monument                                                                                          |
| Can Peix                                                                            |              | Obra popular XIX                        | Riudarenes La Riera                                             | 41° 49′ 51″ N, 2° 41′ 32″ E / 41.83088°N,2.69216°E     | IPA-26977     | Carregueu una nova foto d'aquest monument                                                                                          |
| Can Joan Ros                                                                        |              | Obra popular XIX                        | Riudarenes Pl. Església, 3                                      | 41° 49′ 14″ N, 2° 43′ 02″ E / 41.82044°N,2.71736°E     | IPA-26978     | Can Joan Ros (Riudarenes) · Vegeu més fotos d'aquest monument · Carregueu una nova foto d'aquest monument                          |
| Can Cerdà                                                                           |              | Obra popular XVIII, XX                  | Riudarenes La Riera                                             | 41° 49′ 30″ N, 2° 41′ 52″ E / 41.82511°N,2.69774°E     | IPA-26979     | Carregueu una nova foto d'aquest monument                                                                                          |
| Capella de la Mare de Déu de Montcorb                                               | BCIL 2009    | Obra popular XIX, XX                    | Riudarenes Montcorb, la Riera                                   | 41° 48′ 35″ N, 2° 42′ 05″ E / 41.80986°N,2.70133°E     | IPA-26980     | Capella de la Mare de Déu de Montcorb (Riudarenes) · Vegeu més fotos d'aquest monument · Carregueu una nova foto d'aquest monument |
| Ca l'Oller                                                                          | BCIL 2009    | Obra popular XVI, XX                    | Riudarenes Pl. del Diumenge, 1                                  | 41° 49′ 16″ N, 2° 43′ 04″ E / 41.82099°N,2.71768°E     | IPA-26981     | Ca l'Oller (Riudarenes) · Vegeu més fotos d'aquest monument · Carregueu una nova foto d'aquest monument                            |
| Can Xifra                                                                           |              | Obra popular XVII, XX                   | Riudarenes L'Esparra                                            | 41° 49′ 54″ N, 2° 41′ 26″ E / 41.83162°N,2.69055°E     | IPA-26982     | Carregueu una nova foto d'aquest monument                                                                                          |
| Can Maidó, o Can Maydó                                                              |              | Obra popular XVIII                      | Riudarenes Carretera de l'Esparra, la Riera                     | 41° 49′ 40″ N, 2° 41′ 19″ E / 41.82778°N,2.68863°E     | IPA-26983     | Carregueu una nova foto d'aquest monument                                                                                          |
| Can Ribes                                                                           |              | Obra popular XVII                       | Riudarenes Carretera de l'Esparra                               | 41° 49′ 56″ N, 2° 41′ 22″ E / 41.83225°N,2.6895°E      | IPA-26984     | Carregueu una nova foto d'aquest monument                                                                                          |
| Can Montràs, o Can Mont-ràs, Can Monràs                                             |              | Obra popular XVII                       | Riudarenes Carretera de l'Esparra                               | 41° 49′ 43″ N, 2° 40′ 37″ E / 41.82866°N,2.67705°E     | IPA-26985     | Carregueu una nova foto d'aquest monument                                                                                          |
| Església de Sant Martí de l'Esparra                                                 | BCIL 2009    | Neoclassicisme, romànic XII-XIII, XVIII | Riudarenes Pl. de l'Església, l'Esparra                         | 41° 49′ 35″ N, 2° 39′ 27″ E / 41.82627°N,2.65753°E     | IPA-26987     | Església de Sant Martí de l'Esparra (Riudarenes) · Vegeu més fotos d'aquest monument · Carregueu una nova foto d'aquest monument   |
| Rectoria de l'Esparra                                                               |              | Obra popular XVII, XX                   | Riudarenes Pl. de l'Església, l'Esparra                         | 41° 49′ 35″ N, 2° 39′ 26″ E / 41.82625°N,2.65724°E     | IPA-26991     | Carregueu una nova foto d'aquest monument                                                                                          |
| L'Hostal Antic                                                                      |              | Obra popular XVIII                      | Riudarenes Pl. de l'Esparra                                     | 41° 49′ 34″ N, 2° 39′ 28″ E / 41.82614°N,2.65781°E     | IPA-26992     | Carregueu una nova foto d'aquest monument                                                                                          |
| Can Pujató                                                                          |              | Obra popular XVIII                      | Riudarenes Pl. de l'Esparra                                     | 41° 49′ 34″ N, 2° 39′ 27″ E / 41.826°N,2.65761°E       | IPA-26993     | Carregueu una nova foto d'aquest monument                                                                                          |
| Can Roquet                                                                          |              | Obra popular XVIII                      | Riudarenes Pl. de l'Església, l'Esparra                         | 41° 49′ 35″ N, 2° 39′ 27″ E / 41.8264°N,2.65741°E      | IPA-26994     | Carregueu una nova foto d'aquest monument                                                                                          |
| Can Periques                                                                        |              | Obra popular XVIII                      | Riudarenes L'Esparra                                            | 41° 49′ 34″ N, 2° 39′ 29″ E / 41.82619°N,2.65816°E     | IPA-26995     | Carregueu una nova foto d'aquest monument                                                                                          |
| Can Russus                                                                          |              | Obra popular XIX, XX                    | Riudarenes L'Esparra                                            | 41° 49′ 35″ N, 2° 39′ 29″ E / 41.82633°N,2.65805°E     | IPA-26996     | Carregueu una nova foto d'aquest monument                                                                                          |
| Can Masferrer                                                                       |              | Obra popular XVIII, XIX                 | Riudarenes L'Esparra                                            | 41° 49′ 33″ N, 2° 39′ 24″ E / 41.8259°N,2.65662°E      | IPA-26997     | Carregueu una nova foto d'aquest monument                                                                                          |
| Mas Barrot, o Can Carós                                                             |              | Obra popular, gòtic tardà XVIII, XIX    | Riudarenes L'Esparra                                            | 41° 50′ 07″ N, 2° 40′ 49″ E / 41.83532°N,2.68038°E     | IPA-31123     | Carregueu una nova foto d'aquest monument                                                                                          |
| La Farinera                                                                         | BCIL 2009    | Eclecticisme XIX                        | Riudarenes C. Girona, 12                                        | 41° 49′ 22″ N, 2° 43′ 01″ E / 41.82287°N,2.71699°E     | IPA-31150     | La Farinera (Riudarenes) · Vegeu més fotos d'aquest monument · Carregueu una nova foto d'aquest monument                           |
| Can Moragues                                                                        |              | Obra popular XVI, XX                    | Riudarenes Veïnat de Sta. Coloma                                | 41° 50′ 18″ N, 2° 42′ 03″ E / 41.83843°N,2.70086°E     | IPA-31151     | Carregueu una nova foto d'aquest monument                                                                                          |
| Mur de la plaça de l'Església                                                       |              | Obra popular XV                         | Riudarenes Pl. del Diumenge - pl. l'Església                    | 41° 49′ 14″ N, 2° 43′ 03″ E / 41.82055°N,2.71746°E     | IPA-31152     | Mur de la plaça de l'Església (Riudarenes) · Vegeu més fotos d'aquest monument · Carregueu una nova foto d'aquest monument         |
| Torres de Puigsardina, Torres de Puig Ardina                                        | BCIL 2009    | Obra popular XIX                        | Riudarenes Puigsardina, les Mallorquines                        | 41° 48′ 23″ N, 2° 42′ 54″ E / 41.80636°N,2.71506°E     | IPA-31153     | Torres de Puigsardina (Riudarenes) · Vegeu més fotos d'aquest monument · Carregueu una nova foto d'aquest monument                 |
| Mas Oller                                                                           |              | Obra popular, gòtic tardà XVI, XX       | Riudarenes Carretera de Sta. Coloma                             | 41° 50′ 41″ N, 2° 41′ 24″ E / 41.84462°N,2.68996°E     | IPA-31154     | Carregueu una nova foto d'aquest monument                                                                                          |
| Can Pastells                                                                        |              | Obra popular XV, XX                     | Riudarenes Carretera de Sta. Coloma                             | 41° 50′ 41″ N, 2° 41′ 24″ E / 41.84466°N,2.68999°E     | IPA-31155     | Carregueu una nova foto d'aquest monument                                                                                          |
| Ca l'Agustí, o Mas Agustí                                                           |              | Obra popular XVII                       | Riudarenes L'Esparra                                            | 41° 50′ 33″ N, 2° 39′ 07″ E / 41.8425°N,2.65198°E      | IPA-31156     | Carregueu una nova foto d'aquest monument                                                                                          |
| Els Bualous, o Can Bualous                                                          |              | Obra popular XVI                        | Riudarenes La Riera                                             | 41° 49′ 41″ N, 2° 41′ 15″ E / 41.82798°N,2.68759°E     | IPA-31157     | Carregueu una nova foto d'aquest monument                                                                                          |
| Can Calçada                                                                         |              | Obra popular XIV, XIX                   | Riudarenes La Riera                                             | 41° 49′ 03″ N, 2° 42′ 09″ E / 41.81758°N,2.70253°E     | IPA-31158     | Carregueu una nova foto d'aquest monument                                                                                          |
| Can Colomer                                                                         |              | Obra popular XIV, XX                    | Riudarenes L'Esparra                                            | 41° 49′ 08″ N, 2° 40′ 11″ E / 41.81884°N,2.66985°E     | IPA-31159     | Carregueu una nova foto d'aquest monument                                                                                          |
| Ca l'Espriu                                                                         |              | Obra popular XIV, XIX                   | Riudarenes L'Esparra                                            | 41° 49′ 06″ N, 2° 40′ 12″ E / 41.81839°N,2.67012°E     | IPA-31160     | Carregueu una nova foto d'aquest monument                                                                                          |
| Col·legi Públic Josep Boada                                                         | BCIL 2009    | Noucentisme XX                          | Riudarenes C. Sant Martí, 43 - pl. Sr. Lluís Rivera Castells, 5 | 41° 49′ 30″ N, 2° 42′ 52″ E / 41.82504°N,2.71446°E     | IPA-31161     | Col·legi Públic Josep Boada (Riudarenes) · Vegeu més fotos d'aquest monument · Carregueu una nova foto d'aquest monument           |
| Can Torrelles de l'Esparra                                                          |              | Obra popular XV                         | Riudarenes L'Esparra                                            | 41° 49′ 13″ N, 2° 40′ 27″ E / 41.82033°N,2.67414°E     | IPA-31162     | Carregueu una nova foto d'aquest monument                                                                                          |
| Ca l'Alemany                                                                        |              | Obra popular XVII                       | Riudarenes Veïnat de Sta. Coloma                                | 41° 50′ 31″ N, 2° 41′ 49″ E / 41.84195°N,2.69692°E     | IPA-31163     | Carregueu una nova foto d'aquest monument                                                                                          |
| Molí de la Rupit, Molí de l'Arrupit                                                 | BCIL 2005    | Obra popular XII                        | Riudarenes Les Mallorquines                                     | 41° 48′ 12″ N, 2° 42′ 39″ E / 41.8032°N,2.71072°E      | IPA-31164     | Molí de la Rupit (Riudarenes) · Vegeu més fotos d'aquest monument · Carregueu una nova foto d'aquest monument                      |
| Molí d'en Caldes                                                                    |              | Obra popular XVI, XX                    | Riudarenes Carretera de Sta. Coloma                             | 41° 50′ 05″ N, 2° 42′ 19″ E / 41.83486°N,2.70529°E     | IPA-31165     | Carregueu una nova foto d'aquest monument                                                                                          |
| Can Caldes                                                                          |              | Obra popular XVI, XX                    | Riudarenes Can Falqués                                          | 41° 49′ 51″ N, 2° 42′ 34″ E / 41.83072°N,2.70944°E     | IPA-31166     | Can Caldes (Riudarenes) · Vegeu més fotos d'aquest monument · Carregueu una nova foto d'aquest monument                            |
| Molí de l'Esparra                                                                   |              | Obra popular XIX                        | Riudarenes                                                      | 41° 49′ 32″ N, 2° 38′ 36″ E / 41.82543°N,2.64324°E     | IPA-43441     | Carregueu una nova foto d'aquest monument                                                                                          |
| Hostal Mallorquines                                                                 | BCIL 2009    | Obra popular XVIII                      | Riudarenes C. de les Mallorquines, 1                            | 41° 49′ 05″ N, 2° 43′ 57″ E / 41.81817°N,2.73250°E     | IPA-45935     | Hostal Mallorquines (Riudarenes) · Vegeu més fotos d'aquest monument · Carregueu una nova foto d'aquest monument                   |
| Aqüeducte del Rieral                                                                |              | Obra popular                            | Riudarenes Torrent de Vilarràs, veïnat del Rieral               | 41° 50′ 33″ N, 2° 38′ 17″ E / 41.842437°N,2.638155°E   | IPA-49064     | Carregueu una nova foto d'aquest monument                                                                                          |
| Pont del Rieral                                                                     |              | Obra popular                            | Riudarenes Torrent de Vilarràs, veïnat del Rieral               | 41° 50′ 28″ N, 2° 38′ 23″ E / 41.8411584°N,2.6398292°E | IPA-49065     | Carregueu una nova foto d'aquest monument                                                                                          |